# Buddha Bar
El Buddha Bar es un bar y restaurante lounge situado en París, la capital de Francia. Fue fundado en septiembre de 1996 por Elizabeth Castro y Thierry Bégué.
Cerca de la Plaza de la Concordia y del Hotel Crillon, el Buddha Bar difundió la revolución del DJ - bar ambiente y, al mismo tiempo, la fama internacional de la serie de discos que llevan su nombre lo transformaron en un punto de atracción del turismo que visita París.
Una inmensa estatua de Buda contempla desde arriba a los elegantes clientes que toman un trago o cenan mientras escuchan la música que acaricia los sentidos del DJ Claude Challe. 
Con este nombre - Buddha Bar - también se conoce a la exitosa colección de álbumes dobles iniciada por Claude Challe. Estos álbumes permiten imaginar el ambiente refinado de este bar. La serie ha continuado con diversos productores y DJ y -entre tiempo- agregaron una nueva fórmula con DVD.
El primer volumen de la serie fue puesto a la venta en julio de 1999. Pasados 11 meses , en junio de 2000, fue lanzado el segundo, dando paso a una serie que en el 2011 cuenta con 13 álbumes dobles.[actualizar]

## Historia
El restaurante Buddha-Bar surgió de la visión de Raymond Visan, fundador del Grupo George V Eatertainment, quien, en 1996 descubrió un magnífico espacio en la Rue Boissy D'Anglas, cerca de la famosa Plaza de la Concordia, en uno de los barrios más refinados de París.
Inspirado por las culturas orientales, creó un concepto de restaurante único en el mundo, que combina, dentro de un gran escenario, un espacio de Restaurante y Lounge decorado con refinados elementos asiáticos donde se escucha música D. J. en vivo con selecciones de todo el mundo. La propuesta gastronómica se basa en la cocina conocida como "Pacific Rim Cuisine" o Cocina del Borde Pacífico, con recetas, ingredientes y especias de la gastronomía China, Japonesa, Tailandesa y otros sabores de Asia Oriental, que se combinan sutilmente con el sazón de Occidente, creando una verdadera fusión de sabores y culturas.
El restaurante Buddha-Bar también ha hecho historia en el mundo de la música. La colección de discos Buddha-Bar llega a su 12.ª edición con compilaciones de reconocidos DJ's que han marcado tendencias musicales alrededor del mundo bajo el sello George V Records, la empresa discográfica que forma parte del grupo.

### Restaurantes Buddha Bar en el mundo
Este exitoso concepto ha sido recreado en otras grandes ciudades como Beirut, Dubái, El Cairo, Kiev, Montecarlo, Praga, São Paulo, Washington D. C., Buenos Aires, Londres, Moscú, Caracas, Marrakech